# Siège de Chartres (1568)
Pour les articles homonymes, voir Siège de Chartres.
Deuxième guerre de Religion
Batailles
Guerres de Religion en France
Prélude
- Mérindol (1545)
- Amboise (1560)
- Colloque de Poissy (1561)

Première guerre de Religion (1562-1563)
- Édit de Saint-Germain (1562)
- Massacre de Wassy (1562)
- Toulouse (1562)
- Vergt (1562)
- Rouen (1562)
- Dreux (1562)
- Orléans (1563)
- Paix d'Amboise (1563)

Deuxième guerre de Religion (1567-1568)
- Surprise de Meaux (1567)
- Michelade (1567)
- Saint-Denis (1567)
- Chartres (1568)
- Paix de Longjumeau (1568)

Troisième guerre de Religion (1568-1570)
- Jarnac (1569)
- La Roche-l'Abeille (1569)
- Poitiers (1569)
- Orthez (1569)
- Montcontour (1569)
- Saint-Jean-d'Angély (1569)
- Arnay-le-Duc (1570)
- Rabastens (1570)
- Paix de Saint-Germain-en-Laye (1570)

Quatrième guerre de Religion (1572-1573)
- Saint-Barthélemy (1572)
- Sancerre (1572-1573)
- Sommières (1573)
- La Rochelle (1573)

Cinquième guerre de Religion (1574-1576)
- Dormans (1575)
- Édit de Beaulieu (1576)

Sixième guerre de Religion (1577)
- Paix de Bergerac (1577)
- Édit de Poitiers (1577)

Septième guerre de Religion (1579-1580)
- Traité de Nérac (1579)
- Paix du Fleix (1580)

Huitième guerre de Religion (1585-1598) 
Guerre des Trois Henri

- Traité de Joinville (1584)
- Édit de Nemours (1585)
- Jarrie (1587)
- Coutras (1587)
- Vimory (1587)
- Auneau (1587)
- Journée des Barricades (1588)
- Arques (1589)
- Ivry (1590)
- Paris (1590)
- Journée des Farines (1591)
- Chartes (1591)
- Poncharra (1591)
- Châtillon (1591)
- Rouen (1591-1592)
- Craon (1592)
- Port-Ringeard (1593)
- Fort Crozon (1594)
- Fontaine-Française (1595)
- Doullens (1595)
- Amiens (1597)
- Édit de Nantes (1598)

Rébellions huguenotes (1621-1629)
- Saumur (1621)
- Saint-Jean-d'Angély (1621)
- La Rochelle (1621)
- Montauban (1621)
- Riez (1622)
- Royan (1622)
- Sainte-Foy (1622)
- Nègrepelisse (1622)
- Saint-Antonin (1622)
- Montpellier (1622)
- Saint-Martin-de-Ré (1622)
- Traité de Montpellier (1622)
- Blavet (1625)
- Île de Ré (1625)
- Traité de Paris (1626)
- Saint-Martin-de-Ré (1627)
- La Rochelle (1627-1628)
- Privas (1629)
- Alès (1629)
- Montauban (1629)
- Paix d'Alès (1629)

Révocation de l'édit de Nantes (1685)
Le siège de Chartres, qui se déroule de février à mars 1568, met fin à la deuxième guerre de religion. Il est entrepris par Louis Ier de Bourbon-Condé, principal chef des huguenots dans un contexte de tensions politiques et religieuses qui ont repris après l'échec de la surprise de Meaux.

## Les forces en présence
L'armée huguenote, forte d'environ 9 000 hommes, assiège la ville fin février, où la garnison royale de Nicolas des Essars, seigneur de Linières, composée d'environ 3 000 soldats, et un régiment de Gascogne constitué de 12 compagnies de fantassins et une compagnie d'arquebusiers, résiste avec l'aide des habitants,,. 

## Déroulement

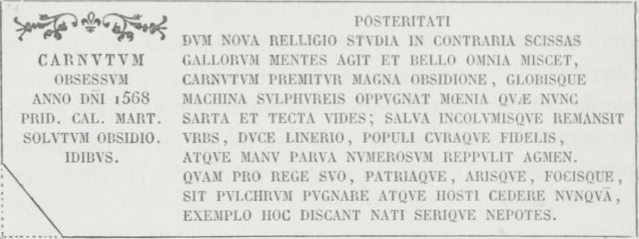
Inscription commémorative de la brèche ouverte lors du siège de 1568.

Les assaillants, qui possèdent cinq canons et quatre couleuvrines légères, encerclent la cité puis tentent de percer les fortifications en ouvrant une brèche d'environ 23 m de long sur 3,50 de haut dans le massif du rempart nord (entre la porte Drouaise et la tour de la Léthinière) en déclenchant l'assaut le 7 mars,,, en vain,. 
Afin de rendre hommage à la Vierge protectrice de la ville, la chapelle Notre-Dame de la Brèche est édifiée en 1600, non loin des remparts enserrant la porte Drouaise.
Une épitaphe inscrite en latin, encastrée en août 1568 dans la section du rempart nord touchée par les tirs du canon huguenot, rappelle également la brèche faite au cours du siège.

## La paix
La paix de Longjumeau est signée le 23 mars, ce qui laisse un bref répit avant la reprise des hostilités.